# Clint Capela
Clint N’Dumba-Capela (* 18. Mai 1994 in Genf) ist ein Schweizer Basketballspieler. Seit 2025 steht er erneut bei den Houston Rockets in der NBA unter Vertrag. Capela ist Mitglied der Schweizer Nationalmannschaft und spielte vor seinem Wechsel in die Vereinigten Staaten für Élan Sportif Chalonnais in der französischen Ligue Nationale de Basket.

## Karriere
Capela wurde in Genf geboren. Seine Mutter ist kongolesischer, sein Vater angolanischer Herkunft. Als Jugendlicher verließ er seine Heimatstadt, um seine Ausbildung als Basketballspieler in Frankreich voranzutreiben, zunächst am Institut National du Sport, de l’Expertise et de la Performance (INSEP) in Paris, dann beim Verein Élan Sportif Chalonnais. Nachdem er ab 2009 Teil der Jugendmannschaften des Vereins gewesen war, stand Capela seit 2012 im Aufgebot der Erstligamannschaft des Vereins aus dem Burgund. Auch in der Euroleague und dem Eurocup kam er zum Einsatz.
Im NBA-Draftverfahren 2014 am 26. Juni 2014 wurde er von den Houston Rockets an 25. Stelle ausgewählt. Damit wurde Capela nach Thabo Sefolosha der zweite Schweizer in der NBA, es galt jedoch zunächst als unwahrscheinlich, dass Capela sofort in die Vereinigten Staaten wechseln wird. Dennoch unterschrieb er im Juli einen Vertrag bei den Rockets.
In seiner ersten NBA-Saison (2014/15) kam Capela zu zwölf Einsätzen für die Rockets (2,7 Punkte, 2,2 Rebounds im Schnitt) und wirkte darüber hinaus in 17 Playoff-Spielen mit (3,4 Punkte, 2,5 Rebounds im Schnitt), sammelte aber überwiegend Spielpraxis beim Entwicklungsteam der Rockets in der NBA Development League, den Rio Grande Valley Vipers. Dort erzielte er im Schnitt 16,1 Punkte, sammelte 9,7 Rebounds und blockte drei gegnerische Würfe pro Einsatz (38 Spiele).

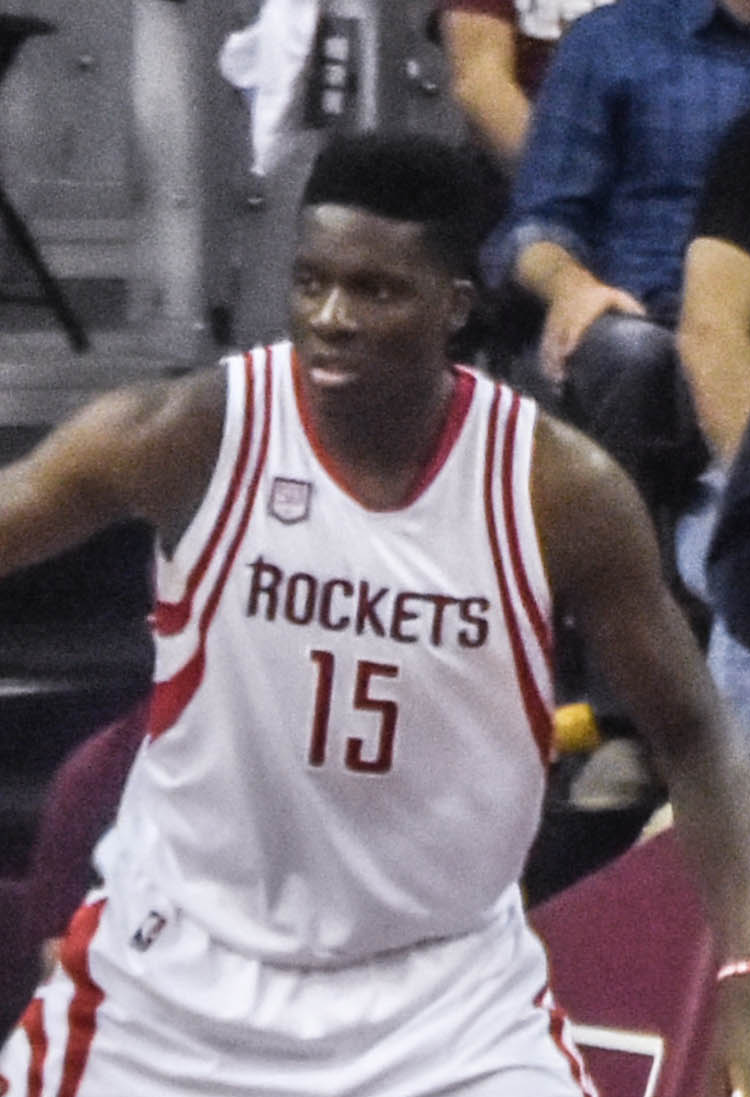
Capela im Jahr 2016

In der Saison 2015/16 war er fester Bestandteil des Kaders der Rockets. Bei 77 Saisoneinsätzen stand Capela 35-mal in der Startformation, seine Mittelwerte pro Spiel betrugen 7,0 Punkte, 6,4 Rebounds und 1,2 Blocks. In den fünf Playoff-Partien der Saison mit den Rockets wurde er weniger eingesetzt, statistisch trug er im Schnitt 1,6 Punkte und 4,0 Rebounds pro Spiel bei.
In der Saison 2017/18 nahm Capela einen weiteren grossen Schritt und belegte bei der Wahl der NBA-Spieler, die im Laufe des Spieljahres die beste Entwicklung nahmen, den zweiten Platz. Seine Trefferquote von 65,2 Prozent während der Hauptrunde war NBA-Spitze, er erzielte 13,9 Punkte, 10,8 Rebounds sowie 1,9 Blocks pro Partie und schied in den Playoffs mit Houston erst im Halbfinal gegen den späteren Titelgewinner Golden State aus.
Im Sommer 2018 unterzeichnete er bei den Texanern einen neuen Fünfjahresvertrag, der ihm ein Gesamtgehalt von 90 Millionen US-Dollar zusicherte. Er wurde auf diese Weise der bestbezahlte Schweizer Mannschaftssportler. 2018/19 erreichte er bisherige Saisonbestwerte in seiner Laufbahn: 16,6 Punkte sowie 12,7 Rebounds pro Begegnung.
Anfang Februar 2020 kam Capela im Rahmen eines Tauschhandels, an dem die Mannschaften Minnesota, Denver, Houston und Atlanta beteiligt waren, zu den Atlanta Hawks. Bis zu diesem Zeitpunkt hatte er im Spieljahr 2019/20 39 Partien für Houston bestritten und durchschnittlich 13,9 Punkte sowie 13,8 Rebounds und 1,8 Blocks erzielt. In der Saison 2020/21 verbuchte der Schweizer in der Hauptrunde mit 14,3 den besten Wert aller NBA-Spieler in der Wertung Rebounds pro Spiel. Er erzielte des Weiteren 15,2 Punkte pro Einsatz.
Im Sommer 2025 kehrte er nach Houston zurück.

## Karriere-Statistiken

### NBA

#### Hauptrunde
| Saison  | Team    | GP  | GS  | MPG  | FG %  | 3P % | FT % | RPG   | APG | SPG | BPG | PPG  |
| ------- | ------- | --- | --- | ---- | ----- | ---- | ---- | ----- | --- | --- | --- | ---- |
| 2014–15 | Houston | 12  | 0   | 7.5  | .483  | —    | .174 | 3.0   | 0.2 | 0.1 | 0.8 | 2.7  |
| 2015–16 | Houston | 77  | 35  | 19.1 | .582  | .000 | .379 | 6.4   | 0.6 | 0.8 | 1.2 | 7.0  |
| 2016–17 | Houston | 57  | 51  | 23.6 | .643  | —    | .531 | 8.1   | 1.0 | 0.5 | 1.2 | 12.6 |
| 2017–18 | Houston | 74  | 74  | 27.5 | .652* | .000 | .560 | 10.8  | 0.9 | 0.8 | 1.9 | 13.9 |
| 2018–19 | Houston | 67  | 67  | 33.6 | .648  | —    | .636 | 12.7  | 1.4 | 0.7 | 1.5 | 16.6 |
| 2019–20 | Houston | 39  | 39  | 32.8 | .629  | —    | .529 | 13.8  | 1.2 | 0.8 | 1.8 | 13.9 |
| 2020–21 | Atlanta | 63  | 63  | 30.1 | .594  | —    | .573 | 14.3* | 0.8 | 0.7 | 2.0 | 15.2 |
| 2021–22 | Atlanta | 74  | 73  | 27.6 | .613  | .000 | .473 | 11.9  | 1.2 | 0.7 | 1.3 | 11.1 |
| 2022–23 | Atlanta | 65  | 63  | 26.6 | .653  | .000 | .603 | 11.0  | 0.9 | 0.7 | 1.2 | 12.0 |
| 2023–24 | Atlanta | 73  | 73  | 25.8 | .571  | .000 | .631 | 10.6  | 1.2 | 0.6 | 1.5 | 11.5 |
| Gesamt  | Gesamt  | 609 | 546 | 26.6 | .621  | .000 | .545 | 10.7  | 1.0 | 0.7 | 1.5 | 12.3 |

#### Play-offs
| Saison  | Team    | GP | GS | MPG  | FG % | 3P % | FT % | RPG  | APG | SPG | BPG | PPG  |
| ------- | ------- | -- | -- | ---- | ---- | ---- | ---- | ---- | --- | --- | --- | ---- |
| 2014–15 | Houston | 17 | 0  | 7.5  | .677 | —    | .517 | 2.5  | 0.3 | 0.2 | 0.5 | 3.4  |
| 2015–16 | Houston | 5  | 0  | 8.6  | .333 | —    | .400 | 4.0  | 0.4 | 0.6 | 0.4 | 1.6  |
| 2016–17 | Houston | 11 | 11 | 26.0 | .561 | .000 | .615 | 8.7  | 1.1 | 0.7 | 2.5 | 10.5 |
| 2017–18 | Houston | 17 | 17 | 30.6 | .660 | —    | .473 | 11.6 | 1.3 | 0.8 | 2.1 | 12.7 |
| 2018–19 | Houston | 11 | 11 | 30.1 | .561 | —    | .429 | 10.3 | 1.5 | 0.3 | 1.1 | 9.7  |
| 2020–21 | Atlanta | 18 | 18 | 31.6 | .603 | —    | .436 | 11.2 | 0.9 | 0.7 | 1.1 | 10.1 |
| 2021–22 | Atlanta | 2  | 2  | 20.0 | .333 | —    | —    | 7.5  | 0.0 | 0.5 | 0.5 | 2.0  |
| 2022–23 | Atlanta | 6  | 6  | 25.2 | .605 | —    | .667 | 8.3  | 0.5 | 1.0 | 0.5 | 8.3  |
| Gesamt  | Gesamt  | 87 | 65 | 23.8 | .602 | .000 | .495 | 8.4  | 0.9 | 0.6 | 1.3 | 8.5  |